# Io ti amo/Quando tu partirai
Io ti amo/Quando tu partirai è il terzo singolo discografico di Plinio Maggi pubblicato in Italia nel 1966. Venne pubblicato anche in Spagna con indicato sulla copertina il lato A al posto del lato B ma sul disco invece i lati A e B sono identici all'edizione italiana.

## Descrizione
Il primo brano venne presentato al festival di Sanremo del 1966 in coppia con Anna Marchetti senza però riuscire a raggiungere la finale. Entrambi i brani vennero scritti con Gianni Fallabrino.

## Tracce
Lato A
1. Io ti amo – 3:00 (Gianni Fallabrino e Plinio Maggi)

Lato B
1. Quando tu partirai – 2:05 (Gianni Fallabrino e Plinio Maggi)